# Radějovice (Netvořice)
Radějovice (Duits: Radiegowitz of Radiegowitz bei Networschitz) is een Tsjechische plaats in de gemeente Netvořice, regio Midden-Bohemen, en maakt deel uit van het district Benešov. Het dorp ligt op 3 kilometer afstand van Netvořice.
Radějovice telt 5 inwoners (2021).

## Geschiedenis
De eerste schriftelijke vermelding van het dorp dateert van 1410.
Sinds 1949 is Radějovice, samen met Netvořice, volledig ondergebracht bij het district Benešov.

## Verkeer en vervoer

### Autowegen
Er leidt een regionale weg naar het dorp.

### Spoorlijnen
Er is geen station in Radějovice. Het dichtstbijzijnde station is in Krhanice, op zo'n 10,5 kilometer afstand. Dat station ligt aan spoorlijn 210 Praag - Vrané nad Vltavou - Čerčany/Dobříš.

### Buslijnen
Er is één bushalte in het dorp:
| Halte                          | Lijn(en) | Traject(en)                               | Vervoerder(s)            |
| ------------------------------ | -------- | ----------------------------------------- | ------------------------ |
| Netvořice, Radějovice, Rozchod | 332 753  | Budějovická - Neveklov Benešov - Neveklov | Arriva City CŠAD Benešov |

### Wandelroutes
Sinds 2020 loopt er een wandelroute door het dorp. De route begint in Radějovice en loopt naar de nabijgelegen heuvel Maršovka.

## Galerij

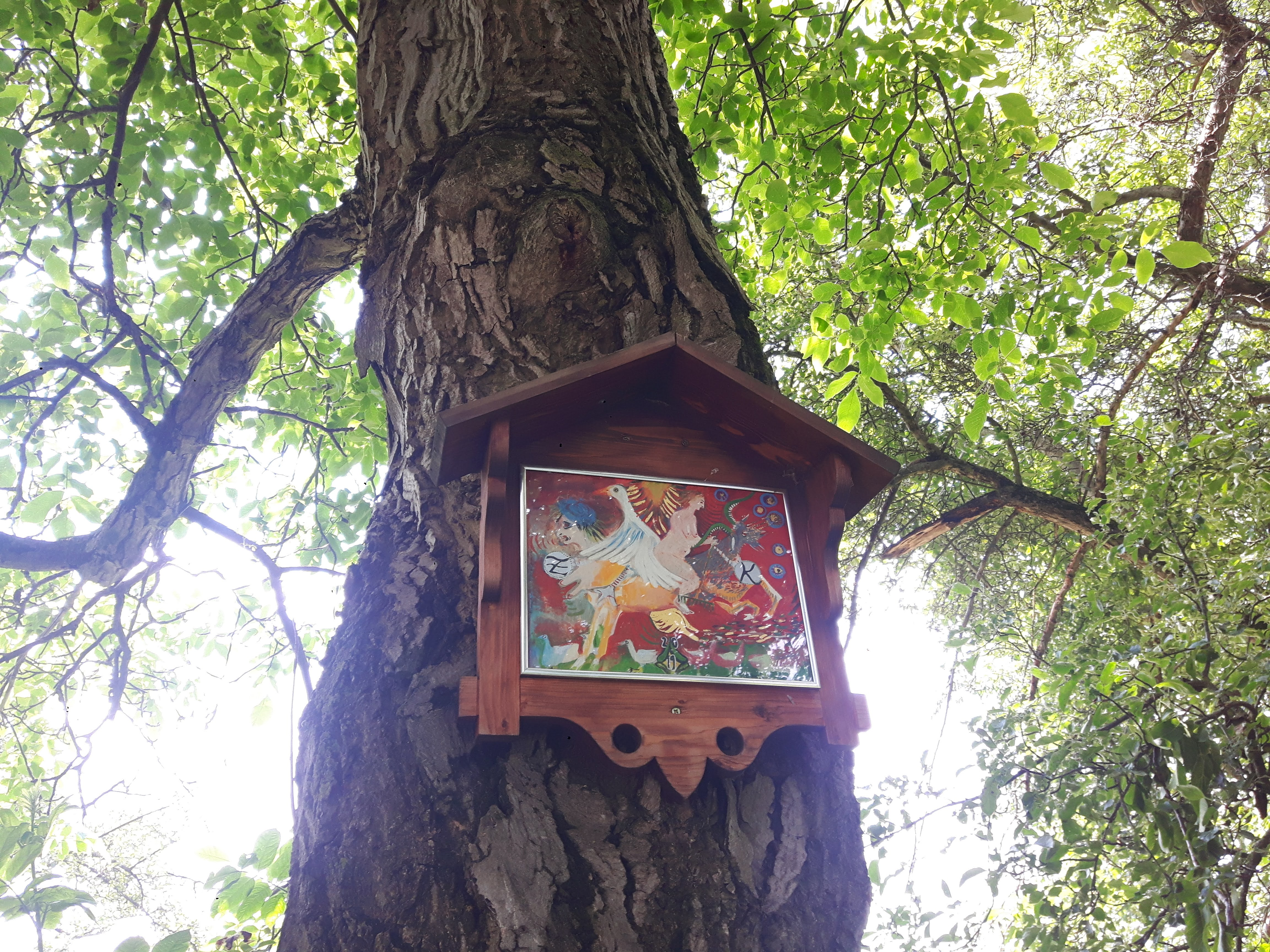
Bord langs de wandelroute (2021)
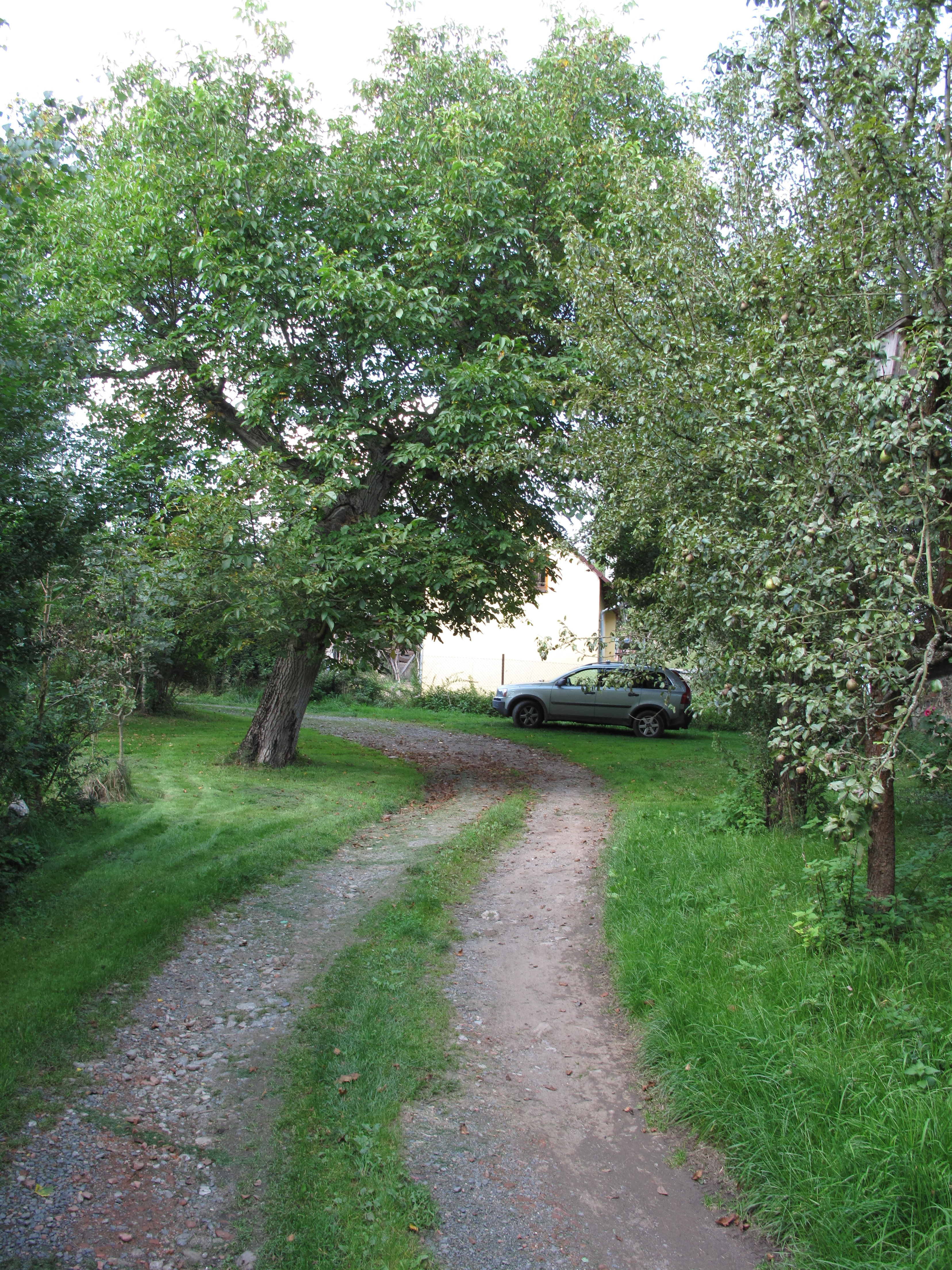
Weggetje in het dorp (2014)